# Синий георгин
«Синий георгин» (англ. The Blue Dahlia) — фильм нуар американского режиссёра Джорджа Маршалла, вышедший на экраны в 1946 году.
Оригинальный сценарий фильма написал известный автор «крутых» детективных романов Рэймонд Чандлер. Фильм рассказывает о трёх вернувшихся с войны ветеранах. Когда неверную жену одного из них, Джонни Моррисона (Алан Лэдд) обнаруживают убитой, Джонни с помощью своей подруги (Вероника Лейк) решает провести собственное расследование, чтобы снять с себя и своих товарищей все подозрения и поймать настоящего преступника.
Этот фильм стал третьей совместной работой звёздной пары Алана Лэдда и Вероники Лейк после двух удачных фильмов нуар — «Стеклянный ключ» и «Оружие для найма».

## Сюжет
Пилот ВМС капитан-лейтенант Джонни Моррисон (Алан Лэдд) переведён в запас после героического участия в операции на тихоокеанском фронте во время Второй мировой войны. Джонни возвращается домой в Голливуд вместе с двумя боевыми товарищами, уволенными по состоянию здоровья. Базз Уанчек (Уильям Бендикс) после ранения в голову страдает головными болями, припадками и провалами в памяти, а у Джорджа Копленда (Хью Бомонт) резко ухудшилось зрение. Возвращение Джонни становится неожиданностью для его жены Хелен (Дорис Даулинг), которая за время отсутствия мужа привыкла вести веселый и распутный образ жизни. Увидев, как Хелен целуется на вечеринке со своим приятелем, владельцем ночного клуба «Синий георгин» Эдди Харвудом (Говард да Сильва), Джонни набрасывается и бьёт его. Тем не менее, Джонни рассчитывает сохранить брак с Хелен, но она этого не хочет. Чтобы расстроить отношения окончательно, Хелен говорит, что их сын умер не от дифтерита, как она ему писала, а погиб в автокатастрофе, когда она в пьяном состоянии разбила машину. Джонни уже готов убить её и даже достает пистолет, но затем решает, что она этого не достойна. Он бросает пистолет и уходит, забирая с собой фотографию сына в рамке. В поисках Джонни Базз заходит в бар гостиницы, где живёт Хелен, и знакомится с ней, не подозревая, кто она такая. Хелен, которая также не знает, кто такой Базз, приглашает его выпить в своё бунгало. Через некоторое время Хелен звонит Эдди Харвуду, который решил её бросить, но она, угрожая шантажом, требует, чтобы он к ней явился. Тем же вечером Эдди приходит к Хелен, чтобы окончательно выяснить их отношения. За всем, что происходит вокруг Хелен, внимательно следит детектив гостиницы «Дэд» Ньюэлл (Уилл Райт), который приторговывает информацией, получая деньги от Эдди за молчание о его визите. Тем временем начинается дождь, и привлекательная блондинка (Вероника Лейк), видя Джонни на улице, предлагает подвезти его на своем автомобиле. Блондинку зовут Джойс, но Джонни не знает о том, что она является женой Эдди Харвуда, хотя живут они отдельно. В свою очередь Джонни представляется ей как Джимми Мур, и она не подозревает, что он — муж Хелен. Их знакомство было совершенно случайным, и они не знают о существующей между ними связи. Они останавливаются в одной из гостиниц, но, несмотря на все усилия Джойс, Джонни отказывается продолжить вечер. Утром Джонни и Джойс встречаются за завтраком, затем гуляют вдоль берега. Когда Джонни слышит по радио, что Хелен обнаружена мёртвой и полиция его разыскивает, он быстро уходит. Джойс догадывается, кто он такой.
Дэд рассказывает полиции, что в ночь убийства слышал шумную перебранку между Джонни и Хелен, а также видел, как позднее Базз и Эдди заходили в её бунгало. Базза задерживают для допроса, но он ничего не помнит. Джонни под вымышленным именем снимает номер в дешевой гостинице. Управляющий гостиницы Корелли (Говард Фримен), не скрываясь, роется в его чемодане, а затем пытается шантажировать Джонни, догадавшись, кто он такой. Джонни набрасывается на него, отнимает оружие и бьет по голове, после чего тот теряет сознание. Во время драки рамка разбивается, и Джонни обнаруживает на обратной стороне фотографии обращенную к нему записку, написанную рукой Хелен. В ней утверждается, что настоящее имя Эдди — Бауэр, и что его разыскивает полиция Нью-Джерси за убийство. Джонни приходит к Эдди, обвиняя его в убийстве Хелен, но прежде чем он успевает что-либо предпринять, появляется Джойс. Поняв, что она жена Эдди, Джонни тут же уходит, неверно предполагая, что она заодно с мужем. Джонни идет к Баззу и Джорджу, но, видя, что те также думают, что это он совершил убийство, злится и уходит. Придя в себя, Корелли звонит партнёру Эдди, гангстеру по имени Лео (Дон Костелло), и рассказывает ему о Джонни. Лео с подручным под видом полицейских детективов задерживают Джонни, сажают в свою машину и увозят в неизвестном направлении. Базз и Джордж видят это в окно, и решают помочь другу. Джонни привозят в загородный дом, где он набрасывается на похитителей, но получает удар дубинкой по голове и теряет сознание. Связывая Джонни, подручный Лео находит у него и читает записку Хелен, Лео видит это и бьёт подручного дубинкой, после чего тот также падает без сознания. Базз и Джордж приходят в «Синий георгин» на встречу с Эдди, который ужинает с Джойс. Но Эдди срочно вызывает по телефону капитан Хендриксон, и друзья остаются в офисе одни. Заходит Джойс и срывает несколько лепестков синего георгина. Услышав джазовый оркестр, Базз впадает в ярость, у него начинается приступ головной боли и он начинает вспоминать, что ту же музыку он слышал в бунгало Хелен в тот момент, пока она, как и Джойс, обрывала лепестки синего георгина.
Джонни приходит в себя и связанными руками душит Лео, а затем выходит на улицу и пытается развязать руки. Приезжает Эдди и видит, что Лео и его подручный без сознания. В дом входит Джонни. Эдди признаёт, что это он подослал Лео схватить Джонни. Он также сознается, что пятнадцать лет назад во время вооружённого ограбления действительно убил банковского служащего, но утверждает, что не имеет никакого отношения к убийству Хелен. Кроме того, как он утверждает, полиция уже задержала убийцу в «Синем георгине», это Базз, который уже признался. В этот момент Лео приходит в себя и стреляет в Джонни, но промахивается, возникает драка, в ходе которой Лео случайным выстрелом убивает Эдди, а затем уже Джонни в борьбе убивает из пистолета Лео. Джонни мчится в «Синий георгин», где капитан Хендриксон (Том Пауэрс) допрашивает Базза и Дэда, который сознаётся, что шантажировал Хелен, угрожая предать гласности её связи с другими мужчинами. Базз же почти готов сознаться в убийстве Хелен, хотя и не может точно вспомнить, что произошло той ночью. Входит Джонни, который убеждён, что Базз невиновен, и помогает ему вспомнить события того вечера. Он просит Джойс сделать джазовую музыку, от которой страдает Базз, погромче. И когда голова Базза начинает раскалываться от джаза, как и в тот раз, он вспоминает, что когда он уходил из бунгало Хелен, она ещё была жива. Тогда капитан полиции Хендриксон обвиняет в убийстве Дэда. По его версии, когда Хелен отказалась оплачивать его всё возраставшие запросы, Дэд убил её, боясь, что она расскажет о нём полиции, или, что ещё хуже, расскажет Эдди. Дэд сознается в убийстве, и, угрожая оружием, пытается бежать, однако в суматохе Хендриксон стреляет в него первым и убивает наповал. Выйдя на улицу, Базз и Джордж решают пойти выпить, оставляя Джонни наедине с Джойс.

## В ролях
- Алан Лэдд — Джонни Моррисон / Джимми Мур
- Вероника Лейк — Джойс Харвуд
- Уильям Бендикс — Басс Уанчек
- Говард да Сильва — Эдди Харвуд
- Дорис Даулинг — Хелен Моррисон
- Хью Бомонт — Джордж Копленд
- Том Пауэрс — капитан Хендриксон
- Говард Фримен — Корелли
- Дон Костелло — Лео
- Уилл Райт — «Дэд» Ньюэлл
- Фрэнк Фэйлен — человек, рекомендующий мотель
- Уолтер Сэнд — Хит

## Работа над сценарием
Бывший алкоголик, Чандлер по состоянию здоровья бросил пить незадолго до начала работы над сценарием. Однако работа не шла, и Чандлер решил, что единственным способом вернуть вдохновение и закончить сценарий, будет напиться. Чандлер первоначально согласился написать сценарий без гонорара, «в качестве доброй услуги» продюсеру Джону Хаусману, но затем попросил ящик виски в качестве оплаты. В итоге в течение нескольких недель Чандлер крепко пил, и по окончании запоя представил законченный сценарий.

## Оценка критики
Журнал Variety дал фильму позитивный отзыв, написав: «Алан Лэдд выполняет отличную работу, играя отставного военно-морского летчика, который возвращается домой с Тихоокеанского фронта и обнаруживает, что его жена ему не верна, а потом, что она убита, а сам он вынужден скрываться как подозреваемый. Его игру отличает теплая привлекательность и вместе с тем во время неослабевающего розыска реального преступника, Лэдд демонстрирует холодную, стальную мощь. Сцены драк неистовы, грубы, и весьма впечатляющи».
Критик Деннис Шварц назвал фильм «свежим фильмом нуар, поставленным с великолепным мастерством Джорджем Маршаллом по сценарию Рэймонда Чандлера (единственным произведением, которое он написал специально для экрана. По иронии судьбы, все другие фильмы, где он выступал сценаристом, были экранизациями произведений других писателей, а ко всем фильмам, поставленным по его книгам, сценарии писали другие авторы). Он избегает моральных оценок ради „крутой“ истории, демонстрирующей наполненный цветами стиль бешеного плавания сквозь послевоенный бум и декаданс Лос-Анджелеса»

## Награды и номинации
В 1947 году Рэймонд Чандлер был номинирован на Оскар за лучший оригинальный сценарий.